# Jurij Szturko
Jurij Jurijowycz Szturko, ukr. Юрій Юрійович Штурко (ur. 8 października 1984 w Krzywym Rogu) – ukraiński piłkarz, grający na pozycji napastnika, a wcześniej pomocnika.

## Kariera piłkarska

### Kariera klubowa
Wychowanek klubu Krywbas Krzywy Róg, barwy którego bronił w juniorskich mistrzostwach Ukrainy (DJuFL). Również jeden mecz rozegrał w składzie SK Odessa. W 2002 rozpoczął karierę piłkarską w drugoligowej drużynie Krystał Chersoń. W sezonie 2004/05 bronił barw Zirki Kirowohrad. Latem 2005 powrócił do Krywbasa Krzywy Róg, ale grał tylko w drugiej drużynie. W następnym sezonie został piłkarzem Wołyni Łuck, w której rozegrał jeden mecz, po czym przeniósł się do MFK Mikołajów. Potem dwa sezony występował w zespole Dnister Owidiopol. Dopiero przy kolejnym powrocie do Krzywego Rogu, dokąd zaprosił go trener Ołeh Taran, 18 lipca 2009 Szturko debiutował w Ukraińskiej Premier-Lidze w meczu z Szachtarem Donieck (0:3). W drugiej połowie sezonu nowy trener Jurij Maksymow nie tak często stawił go w podstawowej jedenastce, dlatego latem 2010 roku przeniósł się do Zakarpattia Użhorod. Latem 2011 przeniósł się do Metałurha Zaporoże. W grudniu 2014 opuścił zaporoski klub.